# تومي نايت
تومي نايت (بالإنجليزية: Tommy Knight)‏ (1865 بولفرهامبتن في المملكة المتحدة - ) هو لاعب كرة قدم بريطاني (وحمل سابقاً جنسية المملكة المتحدة لبريطانيا العظمى وأيرلندا) في مركز الهجوم. لعب مع وولفرهامبتون واندررز.